# Шейх-Зувейд
Шейх-Зувейд (араб. الشيخ زويد‎) — город в Египте, расположен в северо-восточной части мухафазы Северный Синай. Находится в 33 км к северо-востоку от города Эль-Ариш и в 15 км к юго-западу от города Рафах. Расстояние до Каира — 330 км. Население по данным на 2015 год составляет примерно 60 000 жителей. За исключением некоторых восточных районов город находится под контролем ИГ с начала 2015 года.
Получил своё название в честь шейха Зувейда, который сражался в главе армии в ходе арабского завоевания Египта бок о бок с полководцем Амр ибн аль-Асом. Он погиб на месте современного города в 640 году.
Во время египетской революции 2011 года в Шейх-Зувейде проводились протесты против президента Хосни Мубарака. 27 января один из протестующих был убит силами безопасности, которые пытались разогнать демонстрацию. 1 июля 2015 года по крайнем мере 70 боевиков ИГ, используя миномёты и автомобильные бомбы, атаковали 5 блокпостов к северу от города. В результате этих нападений погибли 30 египетских военнослужащих.